# Laysan
Laysan é uma das ilhas que compõem as Ilhas de Sotavento, no Arquipélago do Havai . Tem uma área de 4,11 km² e é parte do estado norte-americano de Havaí. 
Laysan é uma ilha baixa de areia com um lago interior que está a 2,4 metros sobre o nível do mar. A área total é de 4,11 km². O lago tem um grau de salinidade entre 12 e 14%, o triplo da água do mar.
Laysan tem duas espécies endémicas em perigo de extinção: o pato-de-laysan Anas laysanesis e o pardal-de-laysan Telespiza cantans.
Laysan foi descoberta em 12 de março de 1828 pelo capitão Stanikowitch do navio russo Moller. Em 1857 foi anexada ao reino do Havai e em 1890 foi cedida a uma companhia norte-americana para exploração de guano. Em doze anos de atividade mineira destruiu-se o ecossistema da ilha. 
A ilha encontra-se sob proteção do United States Fish and Wildlife Service.

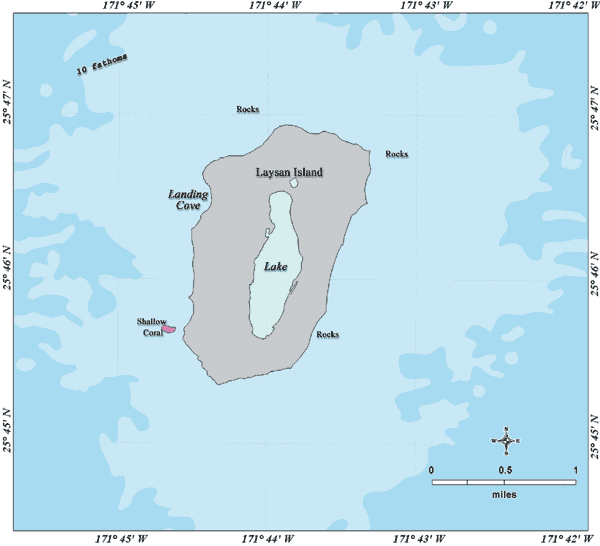
Mapa batimétrico de Laysan